# Équipe cycliste Euskaltel-Euskadi
Pour l'ancienne équipe World Tour Euskaltel-Euskadi ayant existé entre 1994 et 2013, voir Équipe cycliste Euskaltel-Euskadi (1994-2013).
Pour l'équipe continentale Euskadi, filiale de Euskaltel-Euskadi, ayant existé entre 2005 et 2014, voir Équipe cycliste Euskadi.
L'équipe cycliste Euskaltel-Euskadi est une équipe de cyclisme sur route professionnelle espagnole. Créée en 2008 comme club amateur, elle court depuis 2020 avec une licence UCI ProTeam (deuxième division du cyclisme sur route masculin). Cela lui permet de participer aux courses du circuit UCI World Tour lorsqu'elle est invitée.
La formation appartient à la Fundación Euskadi qui promeut le cyclisme dans le Pays basque et qui est présidée par le cycliste espagnol Mikel Landa.
Elle ne doit pas être confondue avec l'équipe Euskaltel-Euskadi qui a existé de 1994 à 2013, ni avec l'équipe continentale Euskadi active entre 2005 et 2014.

## Histoire de l'équipe
L'équipe est créée en 2008 sous le nom de Naturgas Energia, avant de devenir Euskadi puis Fundacion-Orbea.
En 2019, la saison de l'équipe Euskadi est marquée par la révélation du Colombien Sergio Higuita, notamment lauréat d'une étape du Tour de l'Alentejo. Celui-ci rejoint l'équipe World Tour EF Pro Cycling au mois de mai.
En février 2020, il est annoncé que la société espagnole de télécommunications Euskaltel deviendra le sponsor titre de l'équipe pendant quatre ans, à partir du Tour du Pays Basque, prévu du 6 au 11 avril,. La course est cependant annulée en raison de la pandémie de Covid-19. La société avait parrainé la précédente équipe Euskaltel-Euskadi entre 1998 et 2013, avant la dissolution de l'équipe. Mikel Landa, coureur de Bahrain-McLaren et président de la Fundación Euskadi déclare lors de la présentation : « L'objectif est de continuer sur la voie de la croissance, et le soutien d'Euskaltel va être un énorme coup de pouce. Nous voulons remettre l'équipe là où elle doit être. La collaboration avec Euskaltel, ainsi que le passage à la catégorie UCI ProTeam, est un pas dans cette direction. ».

## Principales victoires
- Tour de Murcie : 2021 (Antonio Jesús Soto)

## Résultats sur les grands tours
- Tour d'Espagne
  - 2 participations (2021 et 2022)
  - 0 victoire d'étape
  - Meilleur classement : 30e pour Luis Ángel Maté en 2021
  - 0 classement annexe

## Classements UCI
L'équipe participe aux épreuves des circuits continentaux et en particulier de l'UCI Europe Tour. Les tableaux ci-dessous présentent les classements de l'équipe sur les différents circuits, ainsi que son meilleur coureur au classement individuel.
UCI Europe Tour
| UCI Europe Tour | UCI Europe Tour        | UCI Europe Tour                           | UCI Europe Tour |
| Année           | Classement par équipes | Meilleur coureur au classement individuel |                 |
| --------------- | ---------------------- | ----------------------------------------- | --------------- |
| 2018            | 95e                    | Juan Antonio López-Cózar (701e)           |                 |
| 2019            | 50e                    | Unai Cuadrado (685e)                      |                 |
| 2020            | 23e                    | Rubén Fernández (153e)                    |                 |
| 2021            | 18e                    | Gotzon Martín (287e)                      |                 |
| 2022            | 36e                    | Mikel Bizkarra (333e)                     |                 |
| 2023            | 12e                    | -                                         |                 |
|                 |                        |                                           |                 |
| Source : UCI    |                        |                                           |                 |

L'équipe est également classée au Classement mondial UCI qui prend en compte toutes les épreuves UCI et concerne toutes les équipes UCI.
| Classement mondial | Classement mondial     | Classement mondial                        | Classement mondial |
| Année              | Classement par équipes | Meilleur coureur au classement individuel |                    |
| ------------------ | ---------------------- | ----------------------------------------- | ------------------ |
| 2018               | -                      | Juan Antonio López-Cózar (1113e)          |                    |
| 2019               | 88e                    | Unai Cuadrado (951e)                      |                    |
| 2020               | 44e                    | Rubén Fernández (186e)                    |                    |
| 2021               | 37e                    | Gotzon Martín (339e)                      |                    |
| 2022               | 63e                    | Mikel Bizkarra (416e)                     |                    |
| 2023               | 34e                    | Carlos Canal (397e)                       |                    |
| 2024               | 39e                    | Joan Bou (397e)                           |                    |
|                    |                        |                                           |                    |
| Source : UCI       |                        |                                           |                    |

## Euskaltel-Euskadi en 2025
Effectif
| Effectif 2025                       | Effectif 2025     | Effectif 2025 | Effectif 2025                             |
| Cycliste                            | Date de naissance | Pays          | Équipe précédente                         |
| ----------------------------------- | ----------------- | ------------- | ----------------------------------------- |
| Jon Aberasturi                      | 28 mars 1989      | Espagne       | Lidl-Trek (2023)                          |
| Jon Agirre                          | 10 septembre 1997 | Espagne       | Equipo Kern Pharma (2024)                 |
| Nicolás Alustiza                    | 4 janvier 2003    | Espagne       | Laboral Kutxa-Fundación Euskadi (2023)    |
| Xabier Berasategi                   | 8 avril 2000      | Espagne       | Laboral Kutxa-Fundación Euskadi (2022)    |
| Mikel Bizkarra                      | 21 août 1989      | Espagne       | Euskadi Basque Country-Murias (2019)      |
| Iker Bonillo                        | 9 juillet 2003    | Espagne       | Green Project-Bardiani CSF-Faizanè (2023) |
| Víctor de la Parte (1 janv.–7 mars) | 22 juin 1986      | Espagne       | TotalEnergies (2023)                      |
| David Dekker                        | 2 février 1998    | Pays-Bas      | Arkéa-B&B Hotels (2024)                   |
| Márton Dina                         | 11 avril 1996     | Hongrie       | ATT Investments (2024)                    |
| Ander Ganzabal                      | 25 janvier 2000   | Espagne       | Laboral Kutxa-Fundación Euskadi (2024)    |
| Paul Hennequin                      | 9 décembre 2002   | France        | Nice Métropole Côte d'Azur (2024)         |
| Xabier Isasa                        | 24 août 2001      | Espagne       |                                           |
| Txomin Juaristi                     | 20 juillet 1995   | Espagne       | Café Baqué-Conservas Campos (2017)        |
| Andoni López de Abetxuko            | 3 août 1999       | Espagne       | Caja Rural-Seguros RGA (2022)             |
| Jordi López                         | 14 août 1998      | Espagne       | Equipo Kern Pharma (2024)                 |
| Gotzon Martín                       | 15 février 1996   | Espagne       |                                           |
| Iker Mintegi                        | 15 novembre 2002  | Espagne       | Laboral Kutxa-Fundación Euskadi (2023)    |
| Jokin Murguialday                   | 19 mars 2000      | Espagne       | Caja Rural-Seguros RGA (2024)             |
| Louis Sutton                        | 27 mai 2002       | Royaume-Uni   | AVC Aix-en-Provence (2024)                |
| Danny van der Tuuk                  | 5 novembre 1999   | Pologne       | Equipo Kern Pharma (2024)                 |
| Unai Zubeldia                       | 7 juillet 2003    | Espagne       | Laboral Kutxa-Fundación Euskadi (2023)    |
|                                     |                   |               |                                           |
| Source : ProCyclingStats            |                   |               |                                           |

Victoires
| Victoires | Victoires | Victoires | Victoires | Victoires | Victoires |
| Date      | Course    | Pays      | Classe    | Vainqueur |           |
| --------- | --------- | --------- | --------- | --------- | --------- |